# Бел Хукс
Глория Джийн Уоткинс (на английски: Gloria Jean Watkins), по-известна като Бел Хукс (на английски: bell hooks; изписва се: бел хукс – с малки букви по нейно желание), е американска писателка, професор, феминистка и активистка.
Името „бел хукс“ е заимствано от нейната прабаба по майчина линия Бел Блеър Хукс.
Фокусът на творчеството на Хукс е изучаването на пресечните точки между расата, капитализма, пола и това, което тя описа като тяхната способност да произвеждат и поддържат системи на потисничество и класова доминация. Публикувала е над 30 книги и множество научни статии, участвала е в документални филми и е изнасяла публични лекции. Нейната работа засяга теми като раса, класа, пол, изкуство, история, сексуалност, масмедии и феминизъм.
Като академик, тя преподава в институции като Станфордския университет, Йейлския университет и Градския колеж на Ню Йорк, преди да се присъедини към Berea College в Берия, Кентъки, през 2004 г., където десетилетие по-късно основава Институт бел хукс.

## Ранен живот
Глория Джийн Уоткинс е родена на 25 септември 1952 г. в Хопкинсвил, малък сегрегиран град в Кентъки в афроамериканско семейство от работническа класа. Уоткинс е едно от шестте деца на Роза Бел Уоткинс (по рождение Олдъм) и Веодис Уоткинс. Баща ѝ работил като чистач, а майка ѝ работила като камериерка в домовете на бели семейства. В мемоарите си Bone Black: Memories of Girlhood (1996) Уоткинс пише за нейната „борба за създаване на себе си и идентичността“, докато израства в „богатия магически свят на южната чернокожа култура, който понякога е райски, а друг път ужасяващ“.
Тя е страстен читател, а сред любимите ѝ поети са Уилям Уърдсуърт, Лангстън Хюз, Елизабет Барет Браунинг и Гуендолин Брукс. Уоткинс е образована в расово сегрегирани държавни училища, а в края на 60-те години се премества в интегрирано училище. Завършва гимназия в Хопкинсвил, преди да получи бакалавърска степен по английски език от Станфордския университет през 1973 г. и магистърска степен по английски език от Университета на Уисконсин – Медисън през 1976 г. През това време Хукс пише книгата си Ain't I a Woman: Black Women and Feminism, която започва на 19-годишна възраст (около 1971 г.) и публикува чак през 1981 г.
През 1983 г., след няколко години преподаване и писане, тя завършва докторантурата си по английски език в Калифорнийския университет, Санта Круз, с дисертация за авторката Тони Морисън, озаглавена „Да държиш живота: Прочит на художествената литература на Тони Морисън“.

## Преподаване и писане
Започва академичната си кариера през 1976 г. като професор по английски език и старши преподавател по етнически изследвания в Университета на Южна Калифорния. По време на трите си години там, Golemics, издател в Лос Анджелис, пуска първата ѝ публикувана работа – сборник със стихове, озаглавен And There We Wept (1978), написан под името „bell hooks“. Приела името на прабаба си по майчина линия като псевдоним, защото, както по-късно обяснява, нейната прабаба „бе известна със своя пъргав и дързък език, на който много се възхищавах“. Поставила името с малки букви, както за да почете прабаба си, така и за да предаде, че това, върху което е най-важно да се съсредоточим, са нейните произведения, а не личните ѝ качества: „същността на книгите, а не коя съм аз“. За нетрадиционните малки букви на псевдонима ѝ Хукс добавя, че „Когато феминисткото движение беше в зенита си в края на 60-те и началото на 70-те години, имаше много отклонения от идеята за личността. Беше: нека говорим за идеите зад работата, а хората имат по-малко значение. . . Това беше леко като трик, но много феминистки го правеха.“
В началото на 80-те и 90-те години на XX век Хукс преподава в няколко висши институции, включително Калифорнийския университет в Санта Круз, Държавния университет в Сан Франциско, Йейл (1985 до 1988 г., като асистент по африкански и афроамерикански изследвания и английски език), Oberlin College (от 1988 до 1994 г., като доцент по американска литература и женски изследвания) и от 1994 г. като изтъкнат професор по английски език в City College of New York.
South End Press публикуват първият ѝ съществен труд, „Не съм ли жена? Чернокожите жени и феминизмът“, през 1981 г., въпреки че го е написала години по-рано, още като студент. През десетилетията след публикуването ѝ, „Не съм ли жена“? е призната за съществения си принос към феминистката мисъл, като през 1992 г. Publishers Weekly я нарича „Една от двадесетте най-влиятелни женски книги през последните 20 години“. Пишейки в Ню Йорк Таймс през 2019 г., Мин Джин Лий казва, че Ain't I a Woman „остава радикално и актуално произведение на политическата теория. Хукс полага основата на нейната феминистка теория, като посочва исторически доказателства за специфичния сексизъм, който чернокожите робини са претърпели и как това наследство се отразява на чернокожата жена днес.“ Аз не съм ли жена? разглежда теми като историческото въздействие на сексизма и расизма върху чернокожите жени, обезценяването на чернокожата женственост, медийните роли и изображения, образователната система, идеята за бял-капиталистически-патриархат и маргинализацията на чернокожите жени.
В същото време Хукс се утвърждава като важна лява фигура, постмодерен политически мислител и културен критик. Тя публикува повече от 30 книги, засягащи теми вариращи от чернокожите мъже, патриархат и мъжественост до самопомощ; от ангажирана педагогика до лични мемоари; и сексуалност (по отношение на феминизма и политиката на естетиката и визуалната култура). Reel to Real: Race, sex, and class at the movies (1996) събира филмови есета, рецензии и интервюта с филмови режисьори. В Ню Йоркър Хуа Хсу казва, че тези интервюта показват аспект на работата на Хукс, който е „любопитен, съпричастен, търсещ другари“.
Във Феминистка теория: От границата до центъра (1984) Хукс развива критика към расизма сред белите феминистки във втората вълна на феминизма, за който тя твърди, че подкопава възможността за феминистка солидарност през расовите линии.
Както Хукс твърди, комуникацията и грамотността (способността да се чете, пише и да се мисли критично) са необходими за феминисткото движение, защото без тях хората може да не разпознаят неравенството между половете в обществото.
През 2002 г. Хукс изнася встъпителна реч в Югозападния университет. Тя отхвърля поздравителното настроение на традиционните речи и вместо това се противопоставя на това, което разпознава като насилие и потисничество, санкционирано от правителството и увещава студенти, които според нея приемат подобни практики. The Austin Chronicle споделя, че мнозина от публиката освиркват речта ѝ, въпреки че „няколко възпитаници минаха покрай ректорката, за да ѝ стиснат ръката или да я прегърнат“.
През 2004 г. тя се присъединява към „Берия Колидж“ като уважаван професор в резиденция. Нейната книга от 2008 г. „принадлежност: култура на мястото“ включва интервю с автора Уендъл Бери, както и дискусия за преместването ѝ обратно в Кентъки. Тя е била учен в резиденция в The New School три пъти, последно през 2014 г. Също през 2014 г. в университета „Берия Колидж“ е основан Институт „бел хукс“, където тя дарява творчеството си през 2017 г.
Тя бива въведена в Залата на славата на писателите в Кентъки през 2018 г.

## Личен живот
По отношение на нейната сексуална идентичност, Хукс описва себе си като „куиър-пас-гей“.

## Смърт
На 15 декември 2021 г. Хукс умира от бъбречна недостатъчност в дома си в Берия, Кентъки, на 69 години.